# Солдибаєво
Солдиба́єво (рос. Солдыбаево, чув. Тĕмшер) — присілок у складі Козловського району Чувашії, Росія. Адміністративний центр Солдибаєвського сільського поселення.
Населення — 479 осіб (2010; 577 у 2002).
Національний склад:
- чуваші — 96 %